# 2001 Mars Odyssey
2001 Mars Odyssey er en rumsonde, der er i kredsløb om Mars. Dens mission er at undersøge om der er eller har været vand eller vulkansk aktivitet på planeten ved hjælp af kameraer og spektrometre. Sonden er en del af NASAs følg vandet strategi, der leder efter liv ved at prøve i første omgang at bestemme om, der har været vand. Mars Odyssey virker også som relæstation mellem Jorden og robotbilerne Spirit og Opportunity, der kører rundt på marsoverfladen. Missionen  er opkaldt efter filmen Rumrejsen år 2001 ((engelsk) 2001: A Space Odyssey).
Mars Odyssey blev opsendt d. 7. april 2001 med en Deltaraket fra Cape Canaveral i Florida og nåede Mars d. 24 oktober 2001. Da den nåede frem blev bremseraketten tændt for at sonden kunne gå i kredsløb om Mars. Dette kredsløb blev langsomt rettet til ved at lade rumsonden strejfe marsatmosfæren og dermed blive opbremset. Ved at bruge denne metode til opbremsning sparedes over 200 kg brændstof. Mars Odyssey nåede sit endelige kredsløb i januar 2002 og den videnskabelige mission startede 19. februar 2002.